# Przełęcz Gavia
Przełęcz Gavia (niem. Gaviapass wł. Passo di Gávia) – przełęcz w Alpach Retyckich położona na wysokości 2621 m n.p.m. Leży w północnych Włoszech na granicy prowincji Sondrio i Brescia blisko granicy ze Szwajcarią. Przełęcz ta łączy Bormio na północy z Ponte di Legno na południu. Gavia oddziela masyw Sobretta-Gavia od reszty masywu Ortleru.

## Galeria

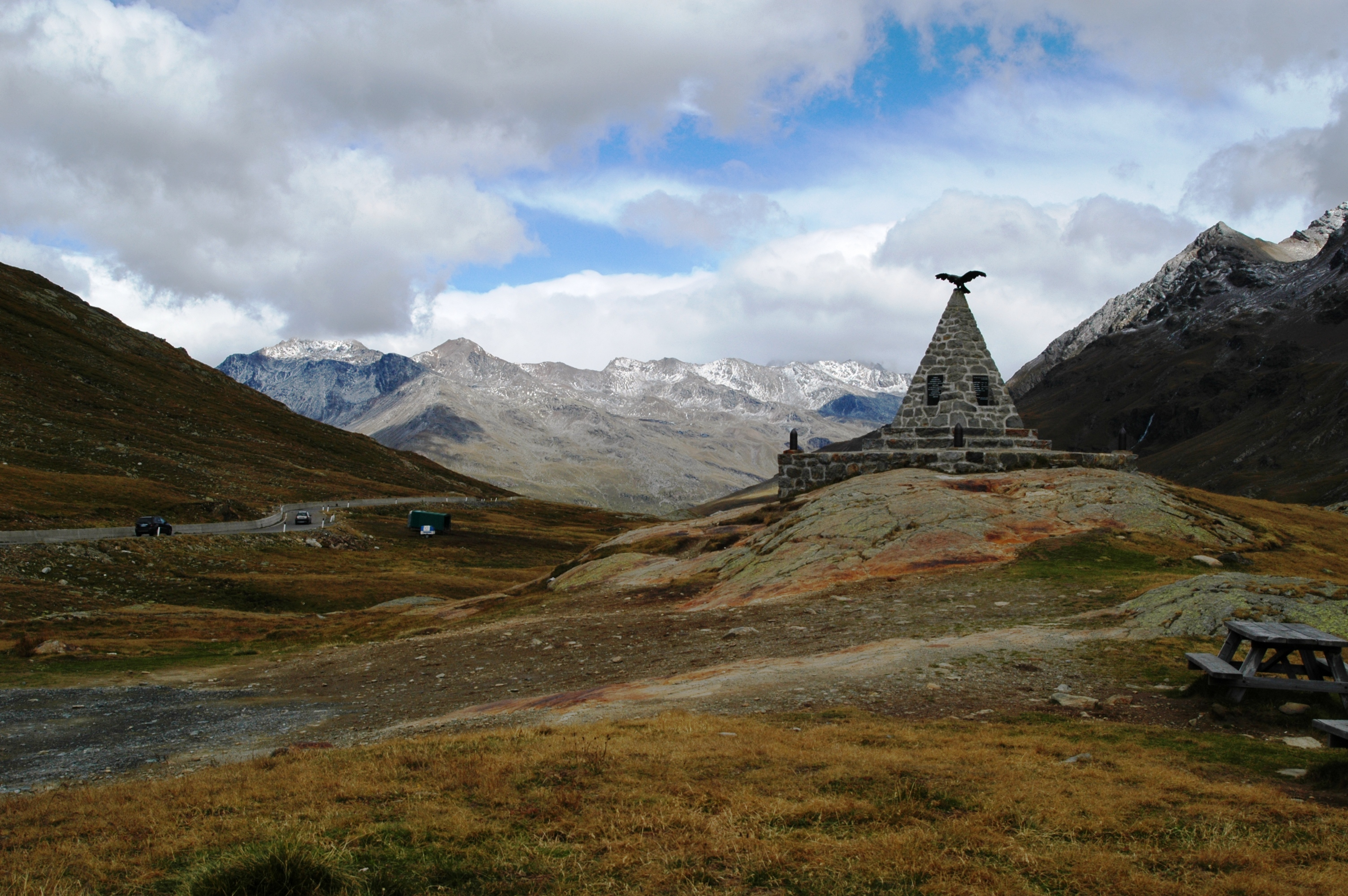
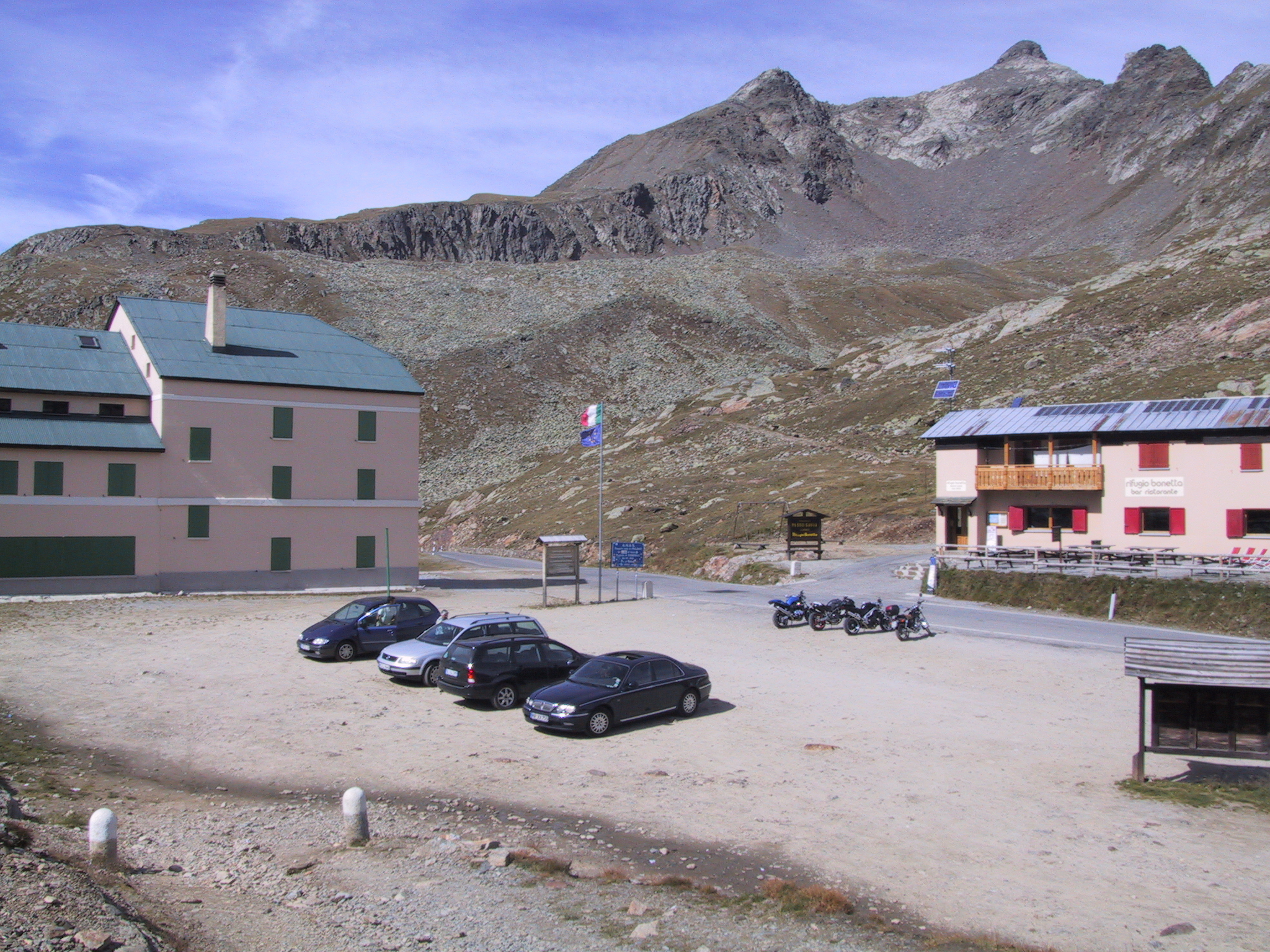
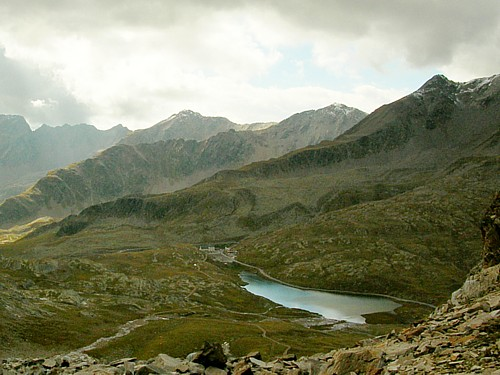